# C'est une belle journée
C'est une belle journée è il terzo singolo tratto dall'album Les Mots della cantante francese Mylène Farmer, pubblicato il 16 aprile 2002.
Dopo il grande successo del singolo Les Mots, in duetto con Seal, l'artista pubblica il singolo più movimentato ed apparentemente ottimista del suo Best of. "Apparentemente" poiché la Farmer unisce un testo che parla del suicidio ad una traccia dal ritmo incalzante e ballereccio. Il singolo sarà una hit, vendendo ben 250.000+ copie e rimanendo diverse settimane nella top ten francese.
Il video mostra dei disegni fatti dalla stessa Farmer che s'inspira al personaggio del libro Il piccolo principe ed il regista Benoit Di Sabatino diventerà in seguito il fidanzato attuale della cantautrice.
La versione live della canzone si può trovare al momento solo in Avant que l'ombre... À Bercy del 2006.
Nel 2003 il gruppo musicale Les Enfoirés ha interpretato una cover del brano.

## Versioni ufficiali
1. C'est une belle journée (Single Version) (4:10)
2. C'est une belle journée (Les mots Version) (4:17)
3. C'est une belle journée (Instrumental) (4:15)
4. C'est une belle journée (Bed & Belle Remix ) (8:09)
5. C'est une belle journée (Elegie's Remix Club) (7:16)
6. C'est une belle journée (Elegie's Remix Club Radio Edit ) (3:35)
7. C'est une belle journée (Such A Beautiful Day's Remix) (8:10)
8. C'est une belle journée (What A Souci's Remix) (4:15)
9. C'est une belle journée (Devil Head Remix) (5:15)
10. C'est une belle journée (Version Live 06) (8:21)